# Pico da Vara
Der Pico da Vara ist mit 1103 Metern die höchste Erhebung der Insel São Miguel, der Hauptinsel der Azoren, und der zweithöchste Berg der Azoren nach dem Ponta do Pico. Er ist Teil des circa 4 Millionen Jahre alten basaltischen Vulkankomplexes von Nordeste, des ältesten Teils der Insel São Miguel.
Der Bereich des Gipfels liegt in einem Naturreservat und Vogelschutzgebiet. Der Azorengimpel kommt nur am Pico da Vara vor. Rund um den Pico da Vara befindet sich der größte Lorbeerwald der Insel. In den höheren Regionen überwiegt eine Graslandschaft.
Der Gipfel ist über Wanderwege erreichbar. Dazu ist eine Genehmigung erforderlich, die online beantragt werden kann. Obwohl in Wanderkarten auch ein Weg von Westen aus eingezeichnet ist, darf nur der Weg von Norden genutzt werden. Er beginnt bei einem Forsthaus auf dem Gebiet der Gemeinde Santo António de Nordestinho. Der Weg auf den Gipfel ist berüchtigt für seine matschigen Passagen.
In der Nähe des Gipfels befinden sich zwei Gedenkstätten für die Opfer zweier Flugzeugabstürze. 1943 stürzte ein Flugzeug der portugiesischen Luftstreitkräfte ab. Der Pilot kam dabei ums Leben. Am 28. Oktober 1949 verunglückte ein Flugzeug der Air France. Bei dem Unfall kamen alle 48 Insassen ums Leben.

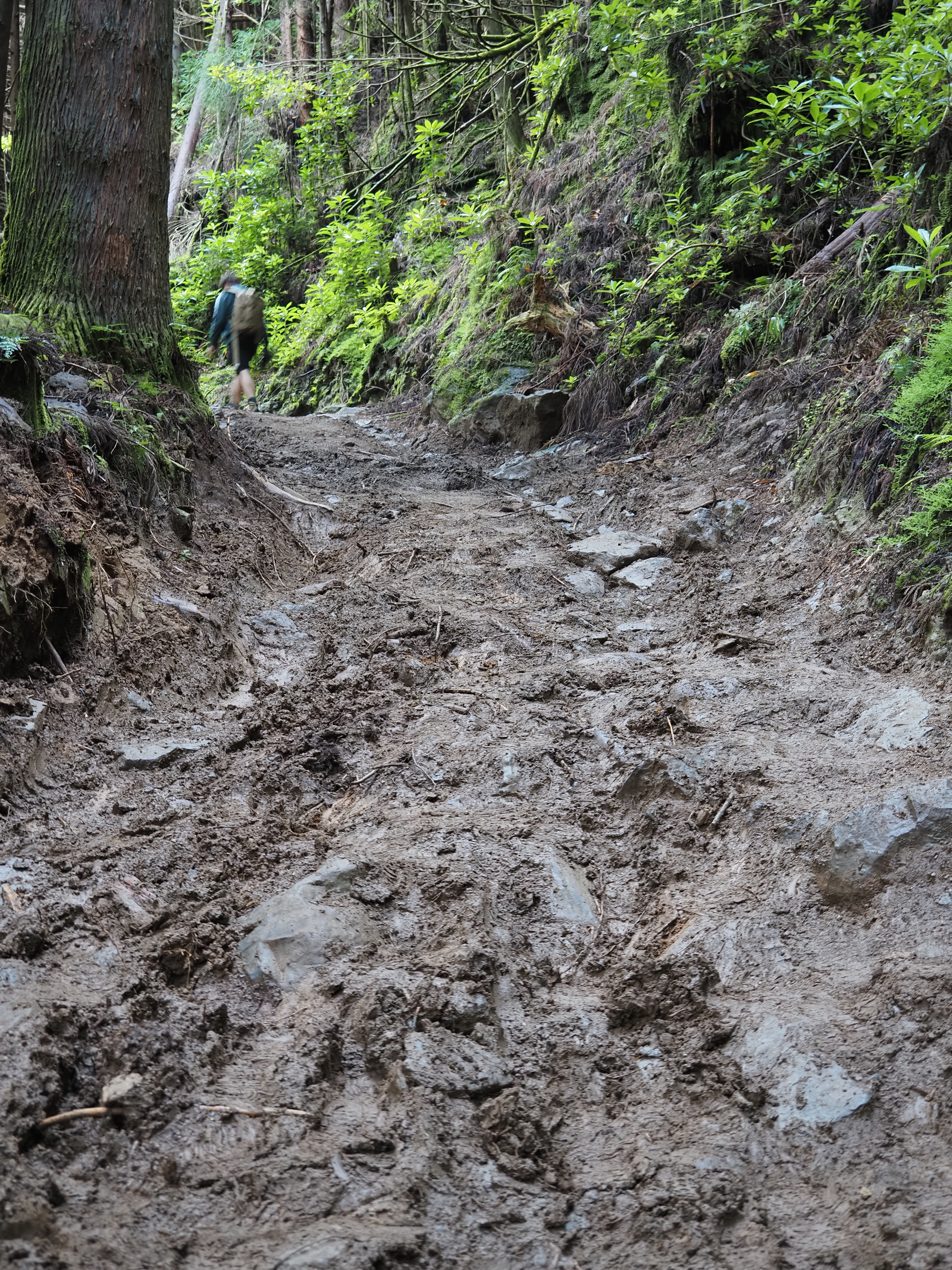
Matschige Passage
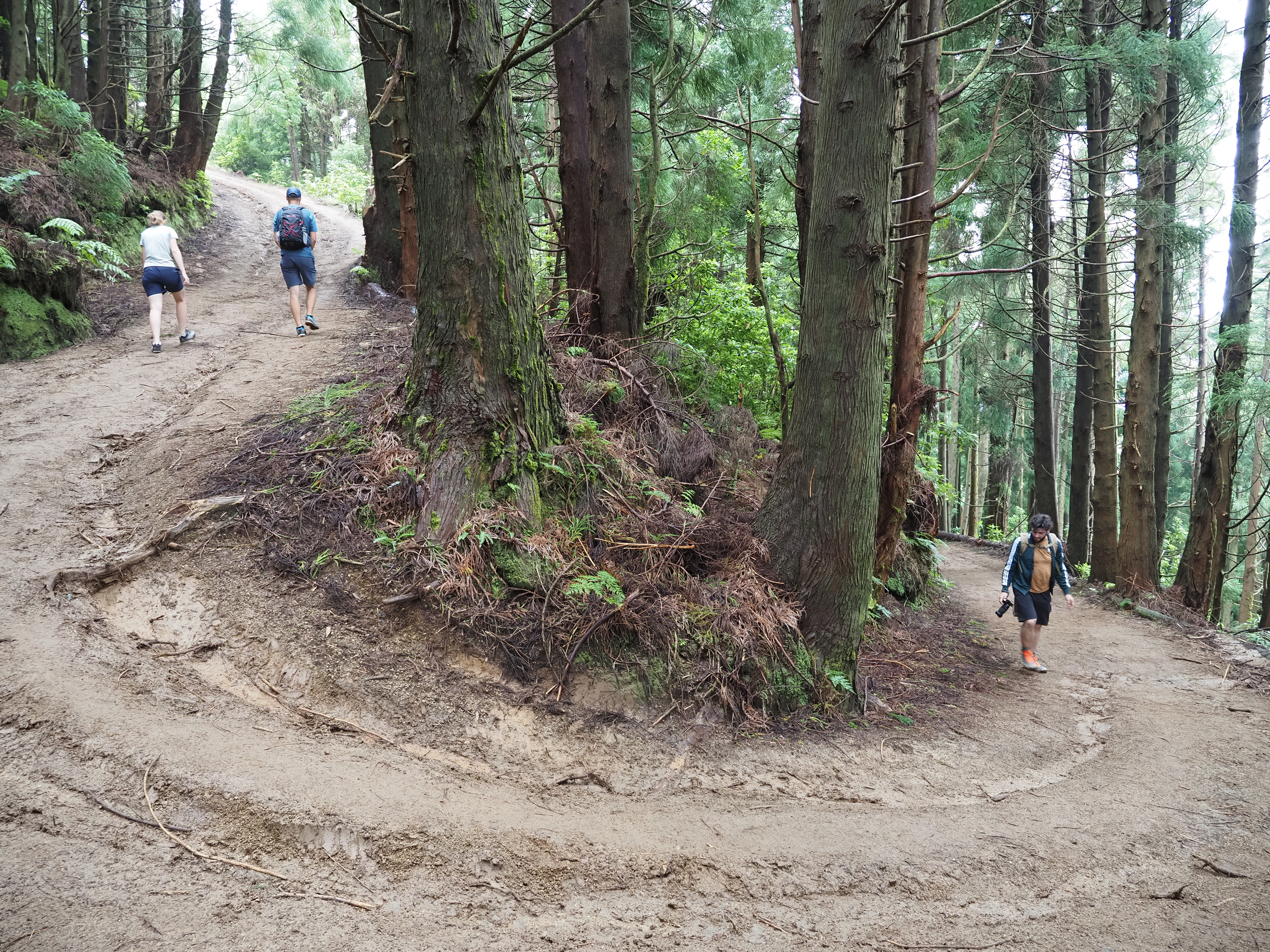
Aufstieg durch Wald
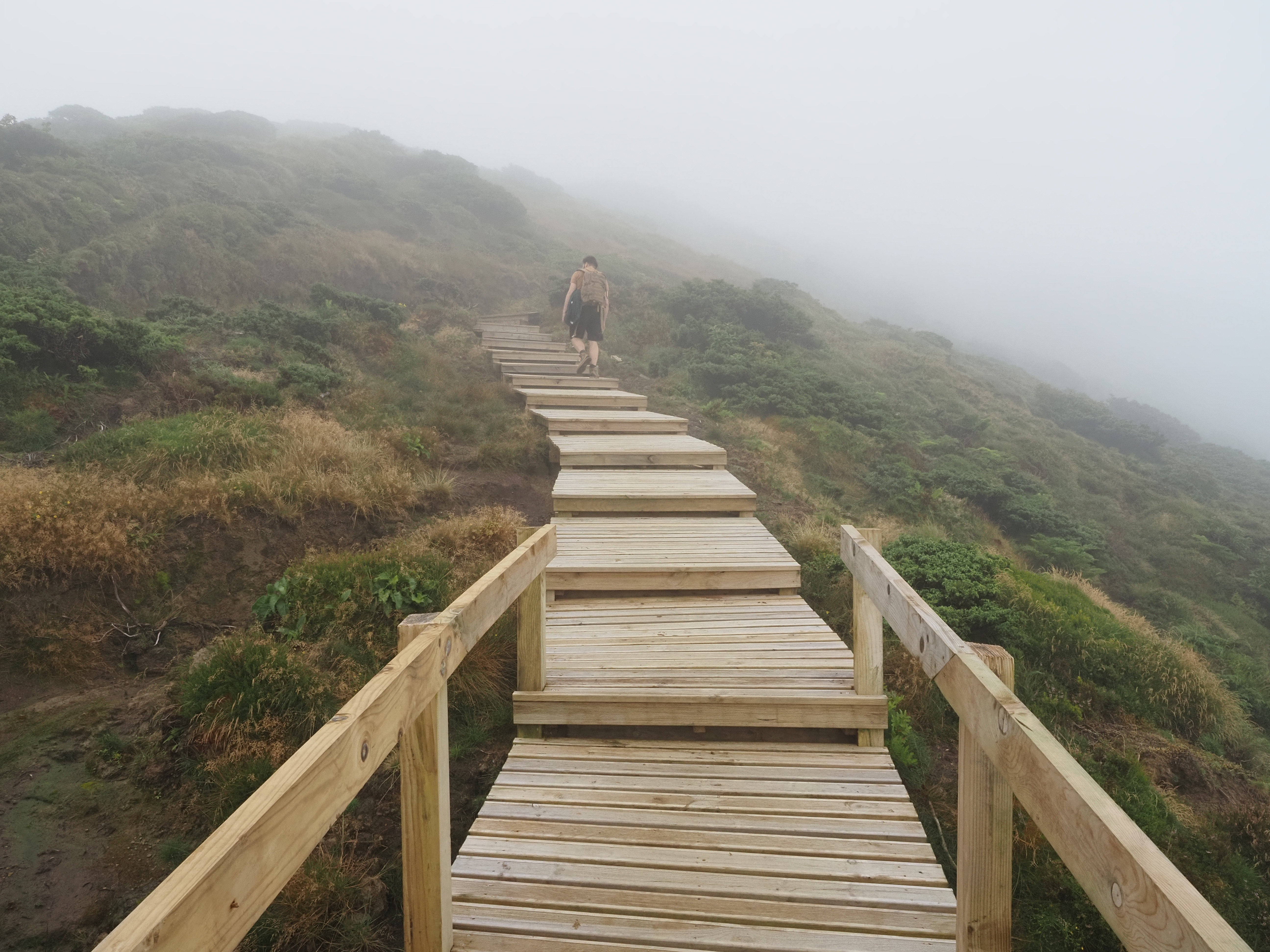
Bereich des Gipfels
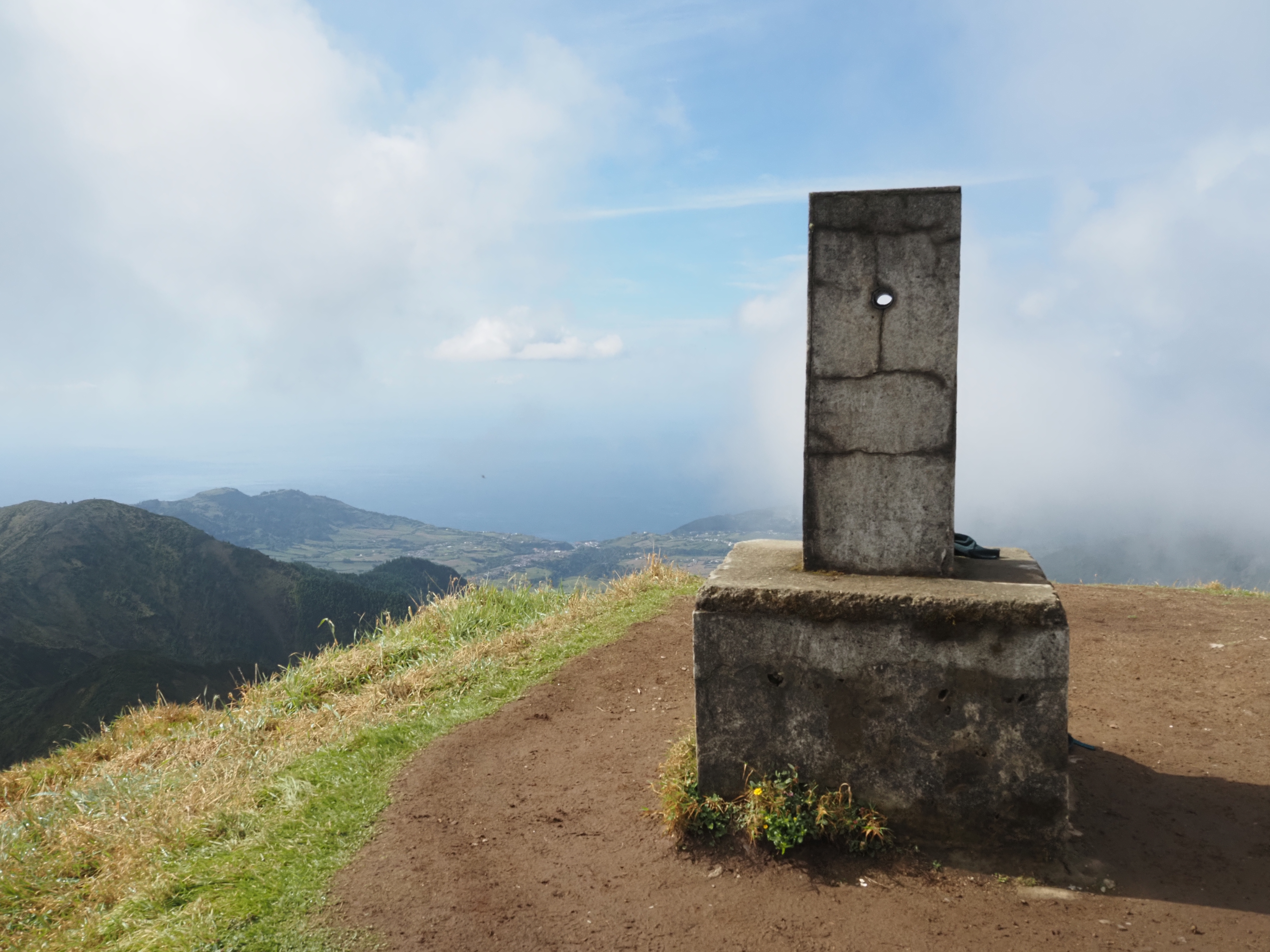
Blick vom Gipfel Richtung Nordwest
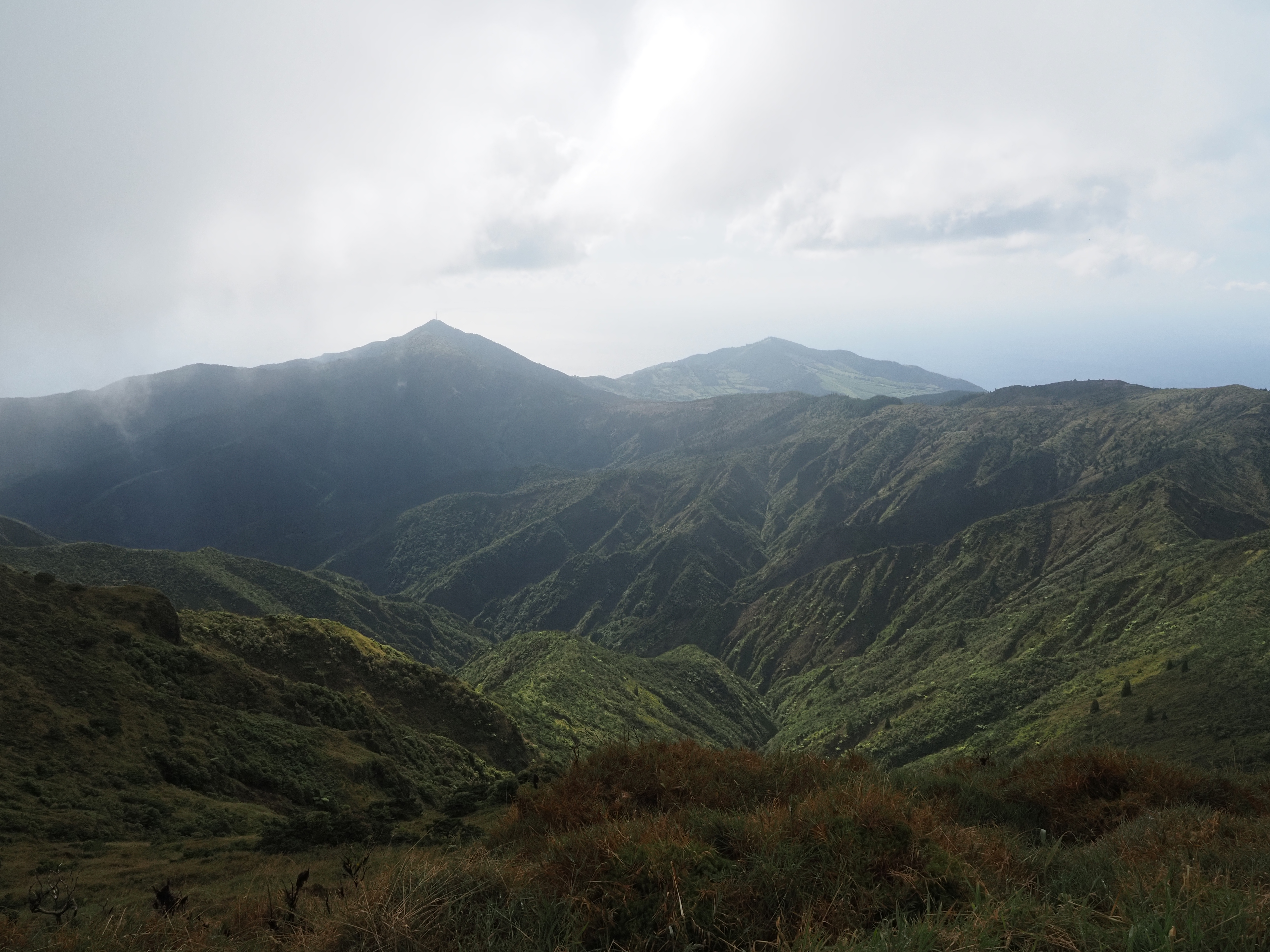
Blick vom Gipfel Richtung Südwest